# Hrubý Rohozec
Hrubý Rohozec est un château situé dans la ville de Turnov en République tchèque.
Sa structure originelle était reliée à une tour polygonale par un mur défensif. Au XIVe siècle son rôle était au XIVe siècle de contrôler le commerce sur la route située en dessous de lui. Entre les deux parties du château, Jan von Šelmberk puis Konrad Kraiger Kraigk construisent un palais gothique.
À la Renaissance, la famille Wartenberg reconstruit l'ensemble. Albrecht von Wallenstein l'achète en 1621, suivi par la famille Desfours (en) qui le détient jusque 1945. Après 1822, le château  est restauré par l’architecte Jan F. Joendl.
La bibliothèque, la salle à manger, les chambres et la pièce bleue sont ouvertes au public pour être exposées dans leur état d'origine.

## Source
- (en) Cet article est partiellement ou en totalité issu de l’article de Wikipédia en anglais intitulé « Hrubý Rohozec » (voir la liste des auteurs).